# Трофейное дело
«Трофейное дело» или «генеральское дело» (СССР, 1946—1948 годы) — кампания, организованная органами госбезопасности СССР при активном участии В. С. Абакумова по личному указанию И. В. Сталина и направленная на выявление злоупотреблений среди генералитета.
В 1954 году в своём последнем слове на суде накануне расстрела Абакумов настаивал: «…Я ничего не делал сам. Сталиным давались указания, а я их выполнял».

## Описание
Фигурантами по этому делу проходили:
- Маршал Советского Союза Жуков, вызван на Военный Совет 1 июня 1946 года[1].
- генерал-полковники:
  - Серов, c июня 1945 года заместитель Главноначальствующего Советской военной администрации Германии по делам гражданской администрации и уполномоченный НКВД СССР по Группе советских оккупационных войск в Германии,
  - Гордов, 5 ноября 1946 уволен в отставку, арестован 12 января 1948 года.
- генерал-лейтенанты:
  - Терентьев, арестован 1 ноября 1947 года[2].
  - Телегин, арестован 24 января 1948 года;
  - Минюк, арестован 24 января 1948 года;
  - Крюков, арестован 18 сентября 1948 года;
  - Кулик, арестован 24 января 1948 года.
- генерал-майоры:
  - Рыбальченко, арестован 4 января 1947 г.
  - Сиднев (начальник оперативного сектора МВД по Берлину), арестован в декабре 1947;
  - Бежанов (начальник оперсектора МВД по Тюрингии), арестован в декабре 1947;
  - Клёпов (начальник оперсектора МВД по Саксонии), арестован в декабре 1947.

Одним из поводов для начала следствия против Жукова стало сообщение Булганина Сталину о вывозе маршалом из Германии значительного количества мебели, произведений искусства и другого трофейного имущества в своё личное пользование:
Товарищу Сталину 

В Ягодинской таможне (вблизи г. Ковеля) задержано 7 вагонов, в которых находилось 85 ящиков с мебелью.
При проверке документации выяснилось, что мебель принадлежит маршалу Жукову.

Булганин

23 августа 1946 г.
Для получения показаний были арестованы адъютанты Жукова — Сёмочкин, а также Курганский Н. П., который впоследствии отказался доносить на своего руководителя Жукова. За это Курганский был посажен в Лефортовскую тюрьму, где просидел с 1947 по 1954 год, получил инвалидность из-за условий содержания и был отправлен в ленинградские «Кресты» на лечение. Вышел оттуда, когда спустя 7 лет его мать узнала, что он жив, и добилась его освобождения.
12 января 1948 года Жуков написал письмо в ЦК ВКП(б) А. А. Жданову. В нём он писал, что значительная часть имущества ему была подарена, другая часть приобретена на его зарплату. Однако следователей это не убедило.
В августе 1950 года были расстреляны Кулик, Гордов и Рыбальченко. Дела по обвинению Телегина, Крюкова, Терентьева и Минюка в начале ноября 1951 года были рассмотрены Военной коллегией Верховного Суда СССР. Они получили от 10 до 25 лет лагерей.
Следствием трофейного дела было снятие в 1946 году Жукова с должности Главкома сухопутных войск СССР и назначение на должность командующего войсками Одесского военного округа, затем — Уральского военного округа.